# Réactif de Schwartz
Le réactif de Schwartz est le nom commun d'un composé organométallique du zirconium de formule semi-développée (η5-C5H5)2ZrHCl. Il a été nommé ainsi en référence à Jeffrey Schwartz, professeur de chimie de l'Université de Princeton et est parfois aussi appelé hydrochlorure de zirconocène ou chlorohydrure de zirconocène.
Ce composé sandwich ou métallocène est utilisé en synthèse organique pour différentes transformations d'alcènes et d'alcynes,,.

## Hydrozirconation
Le réactif de Schwartz réagit avec les alcènes ou les alcynes via un processus appelé hydrozirconation qui correspond formellement à l'addition de la liaison Zr-H sur la liaison C=C ou C≡C. La sélectivité de l'hydrozirconation des alcynes a été étudiée en détail,. Généralement, l'addition de Zr-H procède comme une addition syn. Le rendement de l'addition sur des liaisons carbone-carbone insaturées suit l'ordre suivant : alcyne terminal > alcène terminal ~ alcyne interne > alcène disubstitué.
Des complexes acyle peuvent être générés par insertion de monoxyde de carbone, CO dans la liaison C-Zr résultant de l'hydrozirconation. Après l'insertion de l'alcène dans la liaison zirconium-hydrure, l'alkylzirconocène se réarrange facilement avec l'alkyle en position terminale et ainsi, seuls les composés acyle terminal peuvent être synthétisés par cette méthode. Ce réarrangement procède la plupart du temps via une β-élimination de l'hydrure suivie de sa réinsertion.

## Préparation
Ce complexe a été originellement préparé par  P. C. Wailes et H. Weigold . Il est disponible commercialement mais il peut être facilement préparé par la réduction du dichlorure de zirconocène (η5-C5H5)2ZrCl2 avec du aluminohydrure de lithium LiAlH4 :
4 (η5-C5H5)2ZrCl2 + LiAlH4 ⟶ 4 (η5-C5H5)2ZrHCl + « LiAlCl4 »
En pratique, cette réaction produit aussi du dihydrure de zirconocène, (η5-C5H5)2ZrH2 qui peut être traité avec du dichlorométhane CH2Cl2 pour donner encore du chlorohydrure. Un protocole alternatif pour la synthèse du réactif de Schwartz à partir du dihydrure a été publié par P. Wipf et son équipe en 1998.